# Victor Tatarevic
Victor Tatarevic is een Belgisch voormalig karateka.

## Levensloop
Tatarevic was lid van het Belgische karateteam van 1969 tot 1973. Hij verliet de nationale ploeg in 1973 na de nieuwe internationale regelgeving vanwege zijn Joegoslavische nationaliteit. Tatarevic maakte deel uit van het Belgisch team dat op de Europese kampioenschappen van 1969 te Londen de halve finales bereikten maar verloren tegen Groot-Brittannië en zo samen met Joegoslavië brons haalden. Ook behaalde hij in 1972 brons in de gewichtsklasse -65kg op de Europese kampioenschappen te Brussel.
Na zijn actieve carrière werd hij van 2003 tot 2016 de voorzitter en drijvende kracht achter de karateclub "Karaté Mushin Mons-lez-Liège" in Mons-lez-Liège. Bij Koninklijk Besluit van 5 augustus 2006, gepubliceerd in 2010 erkende de Belgische overheid zijn verdienste voor de sportwereld met een Gouden Palm in de Kroonorde.